# 無着成恭
無着 成恭（むちゃく せいきょう、本名同じ、1927年3月31日 - 2023年7月21日）は、日本の教育者、禅宗の僧侶。生活綴方の代表的な文集『山びこ学校』を刊行し、『全国こども電話相談室』の回答者を28年間務めた。

## 来歴
山形県南村山郡本沢村（現在の山形市本沢）沢泉寺に長男として生まれる。山形県立山形中学校（現在の山形県立山形東高等学校）卒業。1948年、山形師範学校（現在の山形大学地域教育文化学部）卒業し、山形県南村山郡山元村（現在の上山市）立山元中学校（僻地1級校）に赴任した。国語教育として須藤克三からの助言を得て、「生活綴方運動」に取り組む。クラス文集『きかんしゃ』所収の「母の死とその後」（江口江一作）が文部大臣賞を受賞する。
1951年、クラス文集を『山びこ学校：山形県山元村中学校生徒の生活記録』として刊行し、ベストセラーとなる。1952年 、『山びこ学校』が今井正監督によって映画化された。しかし、地元からは「子どもを使って村の貧しさをえぐり出し、世間に恥をさらした」などとして、村から追放される。
1953年、上京。駒澤大学仏教学部に編入し、卒業した。
1956年、明星学園教諭に就任。のち、教頭に昇格した。この頃、言語学者の奥田靖雄や後に同僚となる須田清らとともに教育科学研究会・国語部会のメンバーとして、科学的・体系的な言語教育に没頭する。『続 山びこ学校』は、当時の指導の成果をまとめたものである。
1964年、TBSラジオ「全国こども電話相談室」のレギュラー回答者となる。その後、28年間務める。
1983年、明星学園を退職。1987年、一鍬山福泉寺（千葉県香取郡多古町）の第29世住職に就任。
2003年 、泉福寺（大分県国東市国東町横手）に転任。2004年、山形県上山市立山元小中学校で「山びこ学校」の石碑が設置された。「きかんしゃの子どもはいつも力を合わせよう」と刻まれる。2006年3月16日、山元小学校が閉校した。3月26日、山元小学校閉校式が挙行された。校長が2年間にわたる閉校までの取り組みの経過を報告し、「苦渋の決断だったことを理解してほしい」と出席者に語りかけた。2009年3月15日、山元中学校が閉校した。同年3月22日、山元中学校閉校式が挙行された。
2011年、妻が寝たきりとなり介護が必要となったため、別府市鉄輪温泉の高齢者向けマンションに移る。
2023年7月21日、午前8時58分に敗血症性ショックのため、千葉県香取郡多古町の病院で死去。享年96。

## 略歴
- 1927年 - 山形県南村山郡本沢村（現在の山形市本沢）沢泉寺に誕生。
- 1948年 - 山形師範学校（現在の山形大学地域教育文化学部）卒業。山形県南村山郡山元村立山元中学校（僻地1級校）に赴任。国語教育として須藤克三からの助言を得て、「生活綴方運動」に取り組む。クラス文集『きかんしゃ』所収の「母の死とその後」（江口江一作）が文部大臣賞を受賞。
- 1951年 - クラス文集を『山びこ学校：山形県山元村中学校生徒の生活記録』（青銅社→角川文庫・岩波文庫）として刊行、ベストセラーとなる。
- 1952年 - 『山びこ学校』が今井正監督によって映画化。しかし、地元の恥を世間にさらしたとして、村から追放される。
- 1953年 - 上京。駒澤大学仏教学部に編入し、卒業。
- 1956年 - 明星学園教諭に就任[1]。のち、教頭に昇格。この頃、言語学者の奥田靖雄や後に同僚となる須田清らとともに教育科学研究会・国語部会のメンバーとして、科学的・体系的な言語教育に没頭。『続 山びこ学校』は、当時の指導の成果をまとめたもの。
- 1964年 この年からスタートのTBSラジオ「全国こども電話相談室」のレギュラー回答者として出演を開始し、28年間務める。
- 1983年 - 明星学園を退職。
- 1987年 - 一鍬山福泉寺の住職に就任。
- 2003年 - 泉福寺に転任。
- 2004年 - 山形県上山市立山元小中学校にて「山びこ学校」石碑除幕。「きかんしゃの子どもはいつも力を合わせよう」と刻まれる。
- 2006年
  - 3月16日 - 山元小学校閉校。
  - 3月26日 - 山元小学校閉校式挙行。校長が2年間にわたる閉校までの取り組みの経過を報告し「苦渋の決断だったことを理解してほしい。」出席者に語りかけた。
- 2009年
  - 3月15日 - 山元中学校閉校。
  - 3月22日 - 山元中学校閉校式挙行。
- 2011年 - 妻が寝たきりとなり介護が必要となったため、別府市鉄輪温泉の高齢者向けマンションに移る。
- 2023年7月21日 - 敗血症性ショックのため、千葉県香取郡多古町の病院で死去。96歳没。

## 逸話
- 1947年4月、山形師範学校3年であった無着が教えを乞いたいと山形新聞社編集室の須藤克三を訪れたことに2人の交流は始まる。無着が編集委員を務める師範学校創立70周年記念文芸誌『明窓』を編纂する際には、須藤に編集責任者に就任してもらい、原稿の整理の仕方、編集の技術、さらには印刷や製本技法のなどの術を学ぶ。この経験がのちに発行する学級文集『きかんしゃ』に大いに活かされた[10]。
- 1948年、山形師範を卒業した無着は山元中学校教諭として着任する。お仕着せの教科書に頼らず、子供たちの心の動きや目の輝きを敏感に受けとめ、その動きにしたがって授業をすすめる無着流のやり方を進めるが[11]、読み書きどころか満足に計算すら出来ない教え子の姿に途方に暮れ、須藤克三の所に相談に出向くと「綴方でも書かせてみろ」とのアドバイスを受けた。この一言が『きかんしゃ』が産み出される端緒となった[12]。また須藤は無着と共に山元中学の教壇に立ち、直接指導することを厭わなかった。そして無着はたとえ文章は稚拙でも構わない。山村の生活が浮きぼりにされた作品をつくれば、教室の共通の話題になるだろう、との思いを込め[13]、『きかんしゃ』第一号は1949年7月に上梓された。この後通算16号まで発行された『きかんしゃ』14号までを底本に、それらから詩や作文さらに調査レポートが抜粋され、1951年3月、青銅社から『山びこ学校』が発売されるや、当時としては異例の2年間で12万部越えるベストセラーとなる[14]。
- 三里塚芝山連合空港反対同盟が少年行動隊を組織して反対運動を展開したことに対して、「判断力のない子どもをおとなの利益のために使うことは、どういう事情があれ、教育的でない。……会津の白虎隊のように、子どもが出てくると日本では美しいというが、それは間違いだ」と苦言を呈した[15]。
- 全国こども電話相談室に回答者として出演していた際、「宇宙人は何を食べてるの?」という質問に対し「宇宙人はねぇ、宇宙食を食べてるのよねぇ」という趣旨の答えを返し、他の回答者を笑わせてしまい、回答にならなかった。また、同番組のレギュラー回答者を1992年9月30日に降板した。理由は、2007年8月26日放送分で久しぶりに出演して語ったところによると「当初は教師だったため、月曜から金曜の帯番組出演との両立が可能だったが、1987年から僧侶となり、それ以降両立が困難になったことからやむなく降板した」とのこと。ちなみに最後の相談の内容と放送された月日も記憶していて、1992年9月24日放送分の「神様と仏様はどう違うのですか？」というものだったと明かしている。
- 上記のレギュラーとして人気を博していた頃、当時TBSのアナウンサー・大沢悠里が平日の帯ワイド番組の企画お色気大賞で質問に答える際の口上「あのねぇ? お答えしますとねぇ?」を物真似したり、「あのね、こそこそしないで堂々とやりましょう」を締めのオチャラカシの音源で使用した。しかし、時間が直前だったためか「昼間からエロ話をするとは何事か!」「無着先生をお笑いネタにするのもいい加減にしろ!」と抗議の電話が殺到。一旦打ち切りに至ってしまった。
- 永六輔と親しく、2007年5月5日に長野県松本市の神宮寺で執り行われた辛淑玉の生前葬で読経をあげた。また、上記番組に久しぶりに出演した際、大分放送スタジオとTBSラジオとを結んでの二元中継で共演していたほどである。
- 上記番組に出演していた際「私がいない間死んでいたと言う声がありましたが…」と死亡説があったとも明かしている。
- テレビ嫌いとして知られている。これは1965年に日本科学技術振興財団・東京12チャンネルで放送され、無着が司会進行を務めていた「戦争と平和について考えるティーチ・イン」が放送途中で中止になったことが関係している。放送中止の理由は「無着の司会進行が政府の気に障ったため」とされ、無着は政・官・財に対して強い態度を取れないテレビに幻滅し、以降出演しなくなった。ただし、1974年に日本テレビの教育番組『カリキュラマシーン』の教育プログラム構成など、テレビに関係する仕事についていた時期もあった。

## 受賞歴
- 1970年 第1回斎藤茂吉文化賞受賞[16]
- 1979年 第3回正力松太郎賞受賞

## 著作
- 『教育ノート』（凡書房、1959年）
- 『ぼくの青年時代』（国土社、1960年）
- 『第2教育ノート』（凡書房新社、1963年）
- 『子どもの本220選』（福音館書店、1964年）
- 『教育をさがせ：民間教育運動を市民の手に』（文化出版局(レモン新書) 、1971年）
- 『教育の恐ろしさとたいせつさ：子どもたちにまちがったことを教えるな』（文化出版局 (レモン新書) 、1974年）
- 『無着成恭の理科工作あそび：手先を器用にし科学に強くなる』（徳間書店、1975年）
- 『無着成恭の遊びなんでも相談室：行動する元気な子に育てよう』（徳間書店、1975年）
- 『禅にまなぶ：仏と菩薩』（曹洞宗宗務庁（緑蔭新書）、1976年）
- 『おっぱい教育論』（曹洞宗宗務庁、1981年）どう出版 2016
- 『無着成恭の詩の授業』（太郎次郎社、1982年）
- 『ヘソの詩』（毎日新聞社、1983年）
- 『人それぞれに花あり：無着成恭の対談集』（太郎次郎社、1984年）
- 『時代の流れ、子どもの眼』（全国青少年教化協議会（まりか新書）、1985年）
- 『倶会一処：無着成恭の掌話集』（太郎次郎社、1987年）
- 『宗教って何ですか：21世紀に向けて仏教は何ができるか（曹洞宗宗務庁、1987年）
- 『無着成恭の昭和教育論』（太郎次郎社、1989年）
- 『無着成恭：ぼくの青春時代』（日本図書センター、2000年）
- 『忸怩戒』（水書坊、2004年）

### 共著編
- 『山びこ学校：山形縣山元村中学校生徒の生活記録』（編、青銅社、1951年／百合出版、1966年9月／角川文庫、1969年／岩波文庫、1995年、ISBN 4003319915）
- 『ふぶきの中に』（編、新潮社、1952年）
- 『われらにとって教育とはなにか：対話』（阿部進共著、潮文社、1968年）
- 『続 山びこ学校』（編、むぎ書房、1970年）
- 『親と子のなぜなぜ学校 動物編』（編、日本経済通信社 (NKTブックス)、1976年）
- 『親と子のなぜなぜ学校 生活編』（編、日本経済通信社 (NKTブックス)、1976年）
- 『子どもの疑問に答えるものしり事典』（山内昭道共著、チャイルド本社、1983年）
- 『仏教ものしり事典：子どもの疑問に答える』（上村映雄共編著、チャイルド本社、1986年）
- 『「狂い」の説法：わたしたちの常識』（ひろさちや共著、ぶんか社、2007年、ISBN 9784821109340）[17]

## 関連作品
書籍
- 佐野眞一『遠い「山びこ」 無着成恭と教え子たちの四十年』文藝春秋 1992年、文春文庫 1996年、新潮文庫 2005年、中公文庫2025年
- 佐藤藤三郎 『山びこ学校ものがたり - あの頃、こんな教育があった -』清流出版、2004年
- 佐藤藤三郎 『ずぶんのあだまで考えろ：私が「山びこ学校」で学んだこと』本の泉社、2012年

映画
- 『山びこ学校』1952年5月1日公開、今井正監督、木村功主演（八木保太郎プロダクション・日本教職員組合製作、北星映画配給）